# 陕西学前师范学院
陕西学前师范学院，简称陕师院，是中华人民共和国的一所全日制本科公办省属普通高等学校，位于陕西省西安市。

## 历史
1978年6月，在陕西省教育局学习班和中小学教材编写组的基础上组建陕西教育学院。2012年3月，中华人民共和国教育部同意陕西教育学院升格为本科层次的陕西学前师范学院。

## 院系设置
截至2018年3月，学校有雁塔和长安两个校区，总占地面积720余亩。开设14个教学院系，28个本科专业、25个专科专业；有教职工890余人，本专科在校学生15000余名。

## 事件
2023年4月11日上午10時許，時年32歲的陕西学前师范学院聲樂老师李浚铜在自家小區33層跳楼身亡，他的朋友圈的留言截图顯示，該校音樂學院黨委書記仵錄讓和其他校领导、財務處長收受我10萬元贿赂，引进我后被逼做坏事，還用其他老師暗示要毀我家庭，我不愿意做坏事，因此自杀，我沒有抑鬱症，純屬被逼無奈。他的妻子于4月14日发讣告，4月15日在西安市殡仪馆举办悼念仪式。